# Bataille de la Ferté-au-Cor
Guerre de l'Anneau
Batailles
Guerre de l'Anneau
- Gués de l'Isen (1re)
- Gués de l'Isen (2e)
- Fort-le-Cor
- Isengard
- Champs du Pelennor (15-3)
- Dale (17-3)
- Porte Noire (25-3)
- Lézeau (3-11)

La bataille de la Ferté-au-Cor (Bataille de Fort-le-Cor dans la première traduction) ou encore la bataille de la gorge de Helm (bataille du gouffre de Helm dans la première traduction), Battle of the Hornburg en anglais, est une bataille relatée dans le roman Le Seigneur des anneaux de l'écrivain britannique J. R. R. Tolkien. Elle oppose les forces de Saroumane à celles du Rohan, commandées par Théoden, qui s'était réfugié dans la forteresse de la Ferté-au-Cor.

## Histoire interne

### Contexte
La première attaque massive de Saroumane datait du 25 février 3019, donnant lieu à la Première Bataille des Gués de l'Isen. Initialement surpris par l'assaut et subissant de lourdes pertes, dont Théodred, fils de Théoden, les Rohirrim parvinrent à tenir les Gués grâce à l'arrivée de cavaliers venus d'Edoras et commandés par Elfhelm. Le 2 mars, Saroumane lança un assaut général qui dispersa les forces tenant le gué (Deuxième Bataille des Gués de l'Isen). Ses troupes se dirigèrent alors vers le Gouffre de Helm. Stratégiquement, cette forteresse représentait le principal obstacle sur la route d'Edoras, fournissant un point d'appui pour réunir les Rohirrim dispersés et menacer de prendre à revers une armée qui se serait dirigée directement vers la capitale du royaume. 
Sur les conseils de Gandalf, Théoden et ses cavaliers se rendaient vers les Gués pour y renforcer la défense lorsque leur parvint la nouvelle du désastre de la Deuxième bataille des Gués. Ils obliquèrent donc vers Fort-le-Cor tandis que Gandalf les quittait afin de trouver des renforts. Les troupes menées par Théoden s'étaient préparées à une bataille en terrain ouvert et ne disposaient pas de l'équipement ni des vivres nécessaires à un siège. La forteresse et surtout les cavernes du Gouffre de Helm disposaient toutefois d'abondantes réserves, rendues nécessaires par la mise à l'abri en ces lieux de la population de la région dès l'annonce de la première attaque.

### Forces en présence
Du côté du Rohan, Erkenbrand avait laissé à Fort-le-Cor un millier de fantassins, pour la plupart un peu trop jeunes ou trop vieux. À ceux-ci s'ajoutent le millier de cavaliers menés par Théoden, fournissant ainsi assez de combattants pour défendre le fort et le mur, mais non le fossé. À ces forces virent s'ajouter au matin du 4 mars les survivants de la Deuxième Bataille des Gués de l'Isen, menés par Erkenbrand et Gandalf, environ un millier d'hommes à pied ainsi qu'un nombre considérables de Huorns menés par des Ents venus d'Isengard.
Du côté des troupes de Saroumane, Merry voit sortir d'Isengard des troupes mêlées d'Uruk-hais, d'Orques, de wargs et de Dunlendings, qu'il évalue à 10 000 au bas mot. Les défenseurs sont donc en infériorité numérique, de l'ordre de un contre cinq.

### La bataille
Les forces de Saroumane, des Orques, des Uruk-hai, et des hommes du pays de Dun, arrivent dans la vallée au milieu de la nuit,. Ils passent assez vite la première défense, le Fossé de Helm. Ils se lancent ensuite simultanément à l'assaut du mur et des portes de la citadelle. Ils sont repoussés du premier tandis qu'une sortie d'Aragorn, Éomer, Gimli et quelques cavaliers brisent l'offensive sur les secondes.
Les forces de Saroumane dressèrent alors des centaines d'échelles pour escalader le mur. Cet assaut fut repoussé par trois fois par les Rohirrim conduits par Aragorn et Éomer. Faisant mine de cesser l'assaut, les forces de Saroumane tentèrent de s'infiltrer par le ponceau, principal point faible du mur. Des Orques réussirent à s'introduire dans la forteresse en passant par le trou par lequel sortait le ruisseau qui l'alimentait. Repérés, ils furent repoussés et le ponceau bouché tant bien que mal sous la direction de Gimli. Les assaillants répliquèrent alors par un assaut de grande ampleur, accompagné par un dispositif explosif introduit sous le ponceau qui créa une brèche dans le mur. Les défenseurs furent alors repoussés vers le Fort (Aragorn, Legolas et la Garde de Théoden) et les cavernes (Gimli et Eomer). 
Au matin, les Orques parvinrent à briser les portes du fort mais se heurtèrent à une sortie menée par Théoden et Aragorn, regroupant les 900 cavaliers encore présents dans la forteresse. La violence de cet assaut fut telle que les Orques furent repoussés jusqu'au fossé, où ils découvrirent d'une part les Huorns qui bloquaient le débouché de la vallée et d'autre part les troupes d'Erkenbrand, menées par Gandalf, qui dévalaient à pied la pente ouest. Pris au piège, les Dunlendings se rendirent, tandis que les Orques fuirent vers le bois de Huorns d'où aucun ne ressortit.
« Là, sur une crête, apparut soudain un cavalier vêtu de blanc : il resplendissait dans le soleil levant. […] Derrière lui […] venait un millier d'hommes à pied, l'épée à la main. Parmi eux s'avançait un homme, grand et fort. Son bouclier était rouge […] il porta à ses lèvres un grand cor noir et fit retentir une éclatante sonnerie ». 
Après la bataille, les hommes du pays de Dun qui s'étaient rendus furent pardonnés par Théoden, qui leur permit de retourner chez eux, à condition qu'ils ne passent plus le fleuve Isen. Ils furent surpris, car Saroumane leur avait dit que les hommes de Rohan brûleraient vifs tous les survivants.

### Conséquences
Saroumane ayant envoyé pratiquement toutes ses forces dans cette bataille, la victoire de Théoden élimine la menace que Saroumane faisait porter sur le Rohan, permettant aux Rohirrim d'envoyer toutes leurs forces disponibles à Minas Tirith pour la bataille des champs du Pelennor.

## Critique et analyse
La Bataille de Fort-le-Cor symbolise la résistance face à l'oppression, l'unité des peuples libres contre les forces du mal, et la capacité de surmonter l'adversité grâce à la détermination et au courage. Elle est également un moment clé dans la guerre contre Sauron, car elle ralentit son avancée et préserve l'espoir pour la Terre du Milieu.
La Bataille de Fort-le-Cor est une lutte désespérée pour la survie du Rohan. Les forces de Saroumane cherchent à éliminer la dernière résistance du Rohan pour permettre à leur maître, Sauron, de conquérir la Terre du Milieu. Pour les défenseurs de Fort-le-Cor, c'est un combat pour leur terre et leur liberté.

## Adaptations

### Dans le dessin animé deRalph Bakshi
La bataille est un point clé du film de Ralph Bakshi de 1978. Cependant, aucun nom ne lui est donné. Bakshi appelle la forteresse Helm's Deep (Gouffre de Helm). Ce n'est pas son nom réel, le Gouffre de Helm étant le ravin derrière la forteresse de Fort-le-Cor. Dans une de ses lettres, où il commente un projet d'adaptation cinématographique du Seigneur des Anneaux, Tolkien proteste contre l'utilisation de ce terme et remarque que « "la défense de Fort-le-Cor" [serait] un meilleur titre, puisque le Gouffre de Helm, qui est le ravin derrière elle, n'est pas montré ».
Une différence notable est que l'explosif apporté par les Orques est transformé en des projectiles magiques, des sortes de comètes, en provenance de l'Isengard (Aragorn, à leur vue, s'écrie : « Des feux de l'Isengard ! »). Mais la différence principale est que Éomer n'est pas là au début de la bataille, et n'arrive qu'avec Gandalf à l'aube.

### Dans le film de Peter Jackson
La bataille de Fort-le-Cor est également un point clé du film de Peter Jackson, Le Seigneur des anneaux : Les Deux Tours. La bataille s'y appelle, comme chez Bakshi, la bataille du Gouffre de Helm dans la version française. L'adaptation introduit des différences sensibles avec le roman de Tolkien. 
En termes stratégiques, Théoden se dirige directement vers Fort-le-Cor et non vers le gués de l'Isen, Gandalf quittant les autres personnages avant même le départ d'Edoras. 

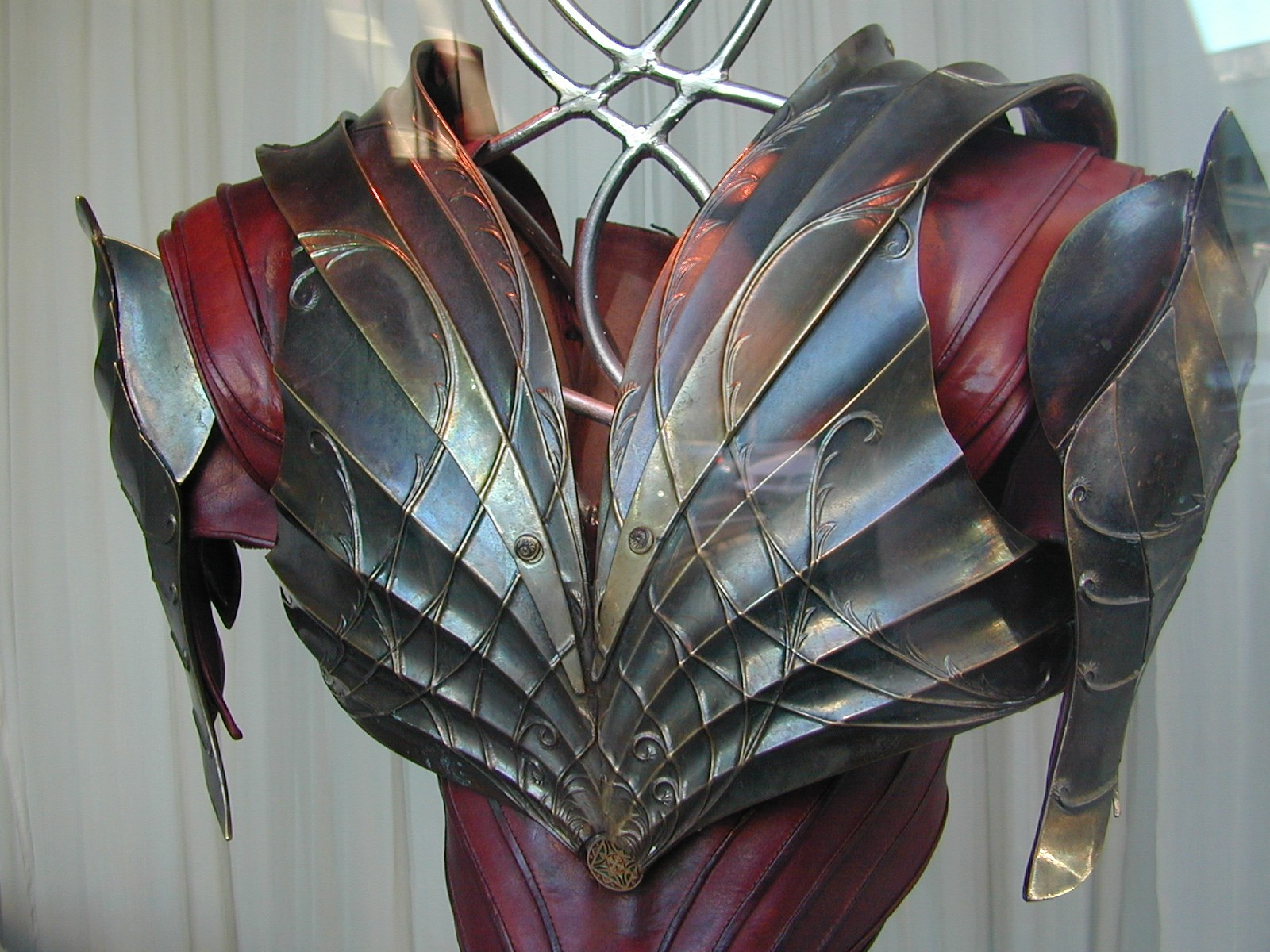
Armure elfique d'Haldir.

Au niveau des forces en présence, le film minimise les forces des Rohirrim présentes, au profit d'un contingent d'Elfes envoyé par Elrond et Galadriel et mené par Haldir, un capitaine de la Lothlórien, faisant état d'une ancienne alliance. De tels renforts sont incohérents avec l'univers du roman. D'une part, il n'existe pas d'alliance historique entre le peuple de Rohan et les Elfes. Les Rohirrim considèrent ainsi avec beaucoup de méfiance les Elfes et considèrent la Lórien comme un lieu périlleux. D'autre part, tant la Lórien que le royaume sylvestre de Thranduil ne pouvaient se priver de troupes alors que Sauron préparait une attaque massive à leur encontre depuis Dol Guldur. Enfin, la distance entre le Gouffre de Helm et la Lórien était bien trop importante pour qu'une troupe d'Elfes, même surentraînés et de haut lignage, puisse s'y rendre si rapidement, ce qui rajoute une grave incohérence dans l'adaptation de Peter Jackson. 
Afin de mettre plus en valeur les personnages principaux, Éomer, comme chez Bakshi n'est pas présent durant la bataille et n'arrive qu'avec Gandalf, à l'aube, reprenant le rôle tenu dans le roman par Erkenbrand. Il est accompagné d'hommes à cheval et non de fantassins. 
En face, l'armée de Saroumane n'est composée que d'Uruk-Hai ; les Hommes de Dûn ne font qu'attaquer des fermiers plus tôt dans le film. Peter Jackson évite de tuer les alliés humains de Sauron et de Saroumane (les hommes de Dûn et de l'Est par exemple) à l'écran, car cela aurait pu interdire le film aux enfants et adolescents non-accompagnés. 
Afin d'augmenter la tension dramatique, Jackson montre femmes et enfants réfugiés dans la forteresse. Chez Tolkien, femmes et enfants sont en sécurité dans le refuge montagneux de Dunhart. 
Au niveau du déroulement de la bataille, Éomer, absent, ne peut prendre part à la sortie par la porte dérobée qui arrête le premier assaut contre les portes de la forteresse. Dans le film, ce passage agit comme un répit comique, Gimli acceptant qu'Aragorn le lance pour l'aider à franchir un passage. Faisant référence au lancer de nain, cet épisode est populaire chez les fans de Jackson, qui trouvent en Gimli un personnage comique. Il offre également un répit au milieu d'une longue séquence de bataille. Le passage où Aragorn contemple l'aube n'apparaît pas dans le film.
Les Huorns quant à eux n'apparaissent que dans la version longue du film.

### Jeu de stratégie en temps réelLe Seigneur des Anneaux: la Bataille pour la Terre du milieu
Dans le jeu de stratégie en temps réel Le Seigneur des Anneaux : la Bataille pour la Terre du milieu, la bataille est présentée comme dans le film (défense de la citadelle par Aragorn, Legolas, Gimli, Theoden et les Rohirrim, arrivée d'une bombe portée par des Uruk-Hai, arrivée tardive de renforts menés par Gandalf et Eomer), mais avec quelques différences :
- Les défenseurs sont moins nombreux que dans le film.
- Boromir peut participer à la bataille (dans le jeu on peut le sauver à Amon Hen).
- Il est possible de jouer la bataille en contrôlant l'armée de Saroumane ; le but est alors la destruction de la citadelle.
- En contrôlant les Uruk-Hai il faut, si l'on ne l'a pas emporté assez vite, affronter des renforts Ents qui arrivent au bout d'une dizaine de minutes.